# U-18-Fußball-Europameisterschaft 1986
Die 5. U-18-Fußball-Europameisterschaft wurde in der Zeit vom 11. bis zum 15. Oktober 1986 in Jugoslawien ausgetragen. Den Titel gewann die DDR durch einen 3:1-Sieg gegen Italien. Die Bundesrepublik Deutschland belegte den dritten Platz. Titelverteidiger Ungarn konnte sich wie Österreich und die Schweiz nicht für die Endrunde qualifizieren.

## Modus
Zum ersten Mal wurde das Turnier nur mit acht Mannschaften ausgespielt. Auch der Modus mit K.-o.-System war neu. Da nach der bereits in einigen Gruppen im Herbst 1984 gestarteten Qualifikation die Endrunde erst im Oktober 1986, also weit nach Ende der Saison 1985/86, ausgetragen wurde, waren die Spieler bereits der A-Jugend entwachsen und waren nunmehr allein noch im Männerbereich spielberechtigt. Die zeitgenössische Fachpresse in Ost und West, exemplarisch sind die fuwo – Die neue Fußballwoche und das kicker Sportmagazin zu nennen, berichtete deshalb unter dem Titel Junioren-EM (U-19) oder U-19-Europameisterschaft über das Turnier in der Batschka.
Weil der Wettbewerb erstmals über zwei Jahre ausgetragen wurde, konnten zunächst in der Qualifikation auch noch Spieler des Jahrgangs 1966 – bei der DDR waren das beispielsweise Frank Edmond, Mario Röser und Hilmar Weilandt sowie bei der Bundesrepublik Stefan Reuter und Olaf Janßen – eingesetzt werden. Aufgrund des späten Austragungszeitpunktes der Endrunde hatte im Oktober 1986 parallel bereits die Qualifikation für die U-18-EM 1988 begonnen.
Die acht qualifizierten Mannschaften spielten im K.-o.-System um den Titel. Die Sieger der Viertelfinals erreichten die Halbfinals, deren Sieger das Finale. Die Halbfinalverlierer bestritten das Spiel um Platz drei. Die Verlierer der Viertelfinals spielten um zwei freie Plätze für die Junioren-Fußballweltmeisterschaft 1987. Die Halbfinalisten qualifizierten sich ebenfalls für die Weltmeisterschaft.

## Teilnehmer
Am Turnier nahmen folgende Mannschaften teil:
| - Belgien - Bulgarien - DDR - BR Deutschland | - Italien - Jugoslawien - Rumänien - Schottland |

### Mannschaften aus dem deutschsprachigen Raum

#### DDR
Nach einigen Erfolgen beim Vorgängerwettbewerb, dem UEFA-Jugendturnier, qualifizierte sich die Auswahl des DFV nach 1984 zum zweiten Mal in Folge für die Endrunde der Junioren-EM. Nach dem Aus in der Gruppenphase zwei Jahre zuvor in der Sowjetunion wurden die DDR-Junioren bei ihrem zweiten Auftritt Europameister. Dabei konnten die Trainer Eberhard Vogel, der 1985 diese Position von Walter Fritzsch übernommen hatte, und sein Kollege Wilfried Gröbner auf die Talente der Jahrgänge 1967 bis 1969 zurückgreifen, die teilweise wenig später schon im DDR-Oberligafußball auf sich aufmerksam machten. Für Rico Steinmann und Matthias Sammer mündete der Erfolg sogar in einem ersten A-Nationalmannschaftseinsatz am 19. November 1986 gegen keinen geringeren Gegner als den amtierenden Europameister Frankreich. Die weiteren Karrieren der Spieler verliefen höchst unterschiedlich: Matthias Sammer wurde 1996 Europameister und Fußballer des Jahres in Europa. Herzog und Schuster erreichten später ebenfalls die DDR-A-Auswahl und die Bundesliga. Ritter kam zu einer rekordverdächtig kurzen DFB-Auswahl-Karriere. Saager, Barylla, Neitzel, Minkwitz, Hiemann und Jähnig schafften nach der Wende ebenfalls den Sprung in den Profifußball. Marco Köller gilt als Beispiel für ein gescheitertes Talent, er wurde zum Sozialfall. Mayk Zimmermann, Uwe Amstein und Jörg Prasse haben keine Spuren in den oberen Spielklassen hinterlassen. Außer Kruse, Barylla und Zimmermann gehörten alle Spieler auch dem DFV-Aufgebot an, das 1987 bei der Juniorenweltmeisterschaft in Chile den 3. Platz belegte.
| Spieler         | Verein                       | Einsätze | Tore |
| --------------- | ---------------------------- | -------- | ---- |
| Holger Hiemann  | FC Karl-Marx-Stadt           | 3        | –    |
| Uwe Amstein     | FC Carl Zeiss Jena           | 3        | –    |
| Karsten Neitzel | SG Dynamo Dresden            | 3        | –    |
| Dirk Schuster   | FC Karl-Marx-Stadt           | 3        | –    |
| Thomas Ritter   | SG Dynamo Dresden            | 3        | 1    |
| Marco Köller    | BFC Dynamo                   | 3        | 1    |
| Rico Steinmann  | FC Karl-Marx-Stadt           | 3        | 1    |
| Stefan Minkwitz | 1. FC Magdeburg              | 3        | –    |
| Jörg Prasse     | SG Dynamo Dresden            | 3        | –    |
| Matthias Sammer | SG Dynamo Dresden            | 3        | 1    |
| Uwe Jähnig      | SG Dynamo Dresden            | 2        | –    |
| André Barylla   | 1. FC Lokomotive Leipzig     | 3        | –    |
| Hendrik Herzog  | BFC Dynamo                   | 1        | –    |
| Mayk Zimmermann | BSG Schiffahrt/Hafen Rostock | 1        | –    |
| Axel Kruse      | FC Hansa Rostock             | 3        | 2    |
| Ingo Saager     | 1. FC Lokomotive Leipzig     | –        | –    |

- Trainer: Eberhard Vogel

#### BR Deutschland
Die Vorbereitung der DFB-Junioren war insbesondere vom Hickhack um Andreas Möller geprägt, den Eintracht Frankfurt nicht freistellen wollte und den der DFB daraufhin für die parallel zum Turnier ausgetragene Bundesligapartie der Frankfurter gegen den FC Bayern München sperrte. Ebenfalls im Aufgebot in Jugoslawien fehlten Knut Reinhardt (verletzt) und Marcel Witeczek (Lehrprüfung), die im Folgejahr bei der Silbermedaille in Chile zum bundesdeutschen U20-Kader zählten. Nach sechs Siegen in der Qualifikation sowie den beiden Erfolgen gegen Rumänien zum Auftakt und Schottland im kleinen Finale verlor die Elf von Berti Vogts nur das Duell im Halbfinale gegen die U-19 der DDR knapp mit 0:1.
| Spieler                 | Verein                | Einsätze | Tore |
| ----------------------- | --------------------- | -------- | ---- |
| Uwe Brunn               | 1. FC Köln            | 3        | –    |
| Jürgen Luginger         | Fortuna Düsseldorf    | 3        | –    |
| Gunther Metz            | 1. FC Kaiserslautern  | 2        | –    |
| Hans-Jürgen Heidenreich | 1. FC Nürnberg        | 3        | 1    |
| Frank Haun              | 1. FC Kaiserslautern  | 3        | –    |
| Alexander Strehmel      | VfB Stuttgart         | 3        | –    |
| Thorsten Wörsdörfer     | Bayer 04 Leverkusen   | 2        | –    |
| Henrik Eichenauer       | Waldhof Mannheim      | 3        | 1    |
| Adrian Spyrka           | Borussia Dortmund     | 3        | –    |
| Detlev Dammeier         | Hannover 96           | 2        | 1    |
| Oliver Bierhoff         | FC Bayer 05 Uerdingen | 3        | 1    |
| Maurice Banach          | 1. FC Köln            | 2        | –    |
| Thomas Wichterich       | 1. FC Köln            | 1        | –    |
| Martin Schneider        | FC Bayern München     | 2        | –    |
| Walter Laubinger        | Hamburger SV          | 2        | –    |
| Rainer Dinkhoff         | FC Bayern München     | –        | –    |

- Trainer: Berti Vogts

## Austragungsorte
Gespielt wurde in den Städten Bačka Topola, Čantavir, Kula, Sombor, Subotica und Zenta.

## Turnier

### Viertelfinale
|                                  |   |             |     |
| 11. Oktober 1986 in Subotica     |   |             |     |
| DDR                              | – | Jugoslawien | 2:0 |
| 11. Oktober 1986 in Bačka Topola |   |             |     |
| Schottland                       | – | Bulgarien   | 1:0 |
| 11. Oktober 1986 in Sombor       |   |             |     |
| Italien                          | – | Belgien     | 2:1 |
| 11. Oktober 1986 in Kula         |   |             |     |
| BR Deutschland                   | – | Rumänien    | 3:0 |

### WM-Qualifikation
|                              |   |          |     |
| 13. Oktober 1986 in Zenta    |   |          |     |
| Bulgarien                    | – | Belgien  | 1:0 |
| 13. Oktober 1986 in Čantavir |   |          |     |
| Jugoslawien                  | – | Rumänien | 5:0 |

### Halbfinale
|                                  |   |                |     |
| 13. Oktober 1986 in Sombor       |   |                |     |
| DDR                              | – | BR Deutschland | 1:0 |
| 13. Oktober 1986 in Bačka Topola |   |                |     |
| Italien                          | – | Schottland     | 1:0 |

### Spiel um Platz drei
|                              |   |            |     |
| 15. Oktober 1986 in Subotica |   |            |     |
| BR Deutschland               | – | Schottland | 1:0 |

### Finale

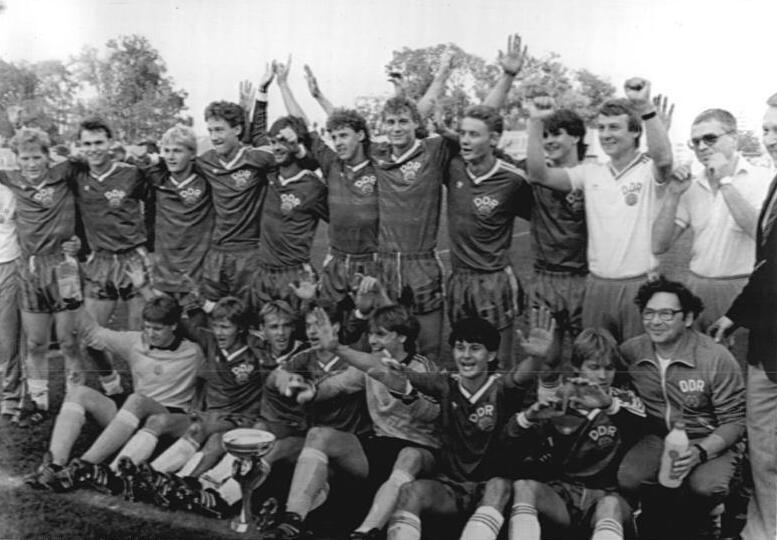
Der U-18-Fußball-Europameister DDR am 15. Oktober 1986.

| Paarung        | DDR – Italien |
| Ergebnis       | 3:1 (2:1) |
| Datum          | 15. Oktober 1986 |
| Stadion        | Stadion Gradski, Subotica |
| Zuschauer      | 1.000 |
| Schiedsrichter | Lajos Németh ( Ungarn) |
| Tore           | 0:1 Stefano Impallomeni (17.) 1:1 Axel Kruse (30.) 2:1 Matthias Sammer (42.) 3:1 Marco Köller (81.) |
| DDR            | Holger Hiemann; Karsten Neitzel; André Barylla; Thomas Ritter; Dirk Schuster; Jörg Prasse (89. Hendrik Herzog); Rico Steinmann; Marco Köller; Stefan Minkwitz; Axel Kruse (68. Uwe Jähnig); Matthias Sammer                                    |
| Italien        | Daniele Limonta; Mirco Omiccioli, Alberto Rivolta (74. Francesco Zanoncelli), Andrea Rocchigiani, Mario Manzo; Giovanni Piacentini, Stefano Impallomeni, Marco Carrara (46. David Fiorentini); Luca Giunchi, Gianluigi Lentini, Massimo Ciocci |

## Entscheidungen
Neben Europameister DDR qualifizierten sich Bulgarien, die BR Deutschland, Italien, Jugoslawien und Schottland für die Junioren-Fußballweltmeisterschaft 1987.